# Região Geográfica Imediata de Cururupu
A Região Geográfica Imediata de Cururupu é uma das 22 regiões imediatas do estado brasileiro do Maranhão, uma das 8 regiões imediatas que compõem a Região Geográfica Intermediária de São Luís e uma das 509 regiões imediatas no Brasil, criadas pelo IBGE em 2017. É composta de 9 municípios, localizados nas Reentrâncias Maranhenses.

## Municípios
| Região geográfica imediata | Código | Municípios             |
| -------------------------- | ------ | ---------------------- |
| Cururupu                   | 210008 | Apicum-Açu             |
| Cururupu                   | 210008 | Bacuri                 |
| Cururupu                   | 210008 | Cedral                 |
| Cururupu                   | 210008 | Central do Maranhão    |
| Cururupu                   | 210008 | Cururupu               |
| Cururupu                   | 210008 | Guimarães              |
| Cururupu                   | 210008 | Mirinzal               |
| Cururupu                   | 210008 | Porto Rico do Maranhão |
| Cururupu                   | 210008 | Serrano do Maranhão    |